# Droga wojewódzka nr 961
Droga wojewódzka nr 961 (DW961) – droga wojewódzka o długości 7,7 km w południowo-zachodniej części województwa małopolskiego, łącząca Poronin z Bukowiną Tatrzańską.

## Miejscowości leżące przy trasie DW961
- Poronin (DK47)
- Bukowina Tatrzańska (DW960)